# IV Gimnazjum w Warszawie
IV Rządowe Gimnazjum Filologiczne w Warszawie – ośmioklasowe gimnazjum męskie z rosyjskim językiem wykładowym, mieszczące się w budynku przy placu św. Aleksandra (obecnie plac Trzech Krzyży) w Warszawie. Budynek szkoły wzniesiono według projektu Wacława Ritschla. Założycielem i dyrektorem gimnazjum był Emilian Konopczyński.